# Gudžiūnai (stacja kolejowa)
Gudžiūnai (ros. Гуджюнай) – stacja kolejowa w miejscowości Gudziuny, w rejonie kiejdańskim, w okręgu kowieńskim, na Litwie. Położona jest na linii Koszedary – Radziwiliszki.

## Historia
Przystanek kolejowy Michelmont został otwarty w XIX w. na drodze żelaznej libawsko-romeńskiej, pomiędzy stacjami Bejsagoła i Datnów. W okresie międzywojennym była to już stacja nosząca obecną nazwę.